# Glukosamin

α-D-glukosamin

Glukosamin sulfát

Glukosamin (řidčeji také glukozamin) (C6H13NO5) je tělu vlastní, bazická sloučenina, která vzniká z glukózy náhradou hydroxylové skupiny (–OH) v poloze 2 za skupinu –NH2. Zabudovává se do polysacharidů (glykosaminoglykanů – GAG), které mají v organismu různé funkce, např. chondroitinsulfát je jednou z hlavních složek kloubních chrupavek, kde váže vodu a propůjčuje pružnost.
Je součástí léčivých přípravků a doplňků stravy (tzv. hraničních přípravků), které se užívají při artróze. Vzhledem k tomu, že jde o tělu vlastní látku, je často označován jako „kloubní výživa“. Podstata působení však spočívá v tom, že je schopen příznivě ovlivnit rovnováhu metabolických dějů probíhajících v chrupavce.
Komerčně dostupný glukosamin je v přípravcích obsažen ve formě solí, a to buď síranu (sulfátu), nebo chloridu. Účinnost při artróze byla poměrně dobře prokázána u sulfátu, v případě chloridu není dostatek spolehlivých informací.

## Dávkování
Doporučená dávka glukosamin sulfátu je 1 500 mg denně po dobu nejméně 2 měsíců.[zdroj?] Po této době je možné udělat přestávku, neboť účinek obvykle několik týdnů přetrvává.[zdroj?] Přestávka v užívání však není nutná.

## Účinky
Glukosamin sulfát má příznivé účinky proti bolesti a zánětu při artróze kloubů. Na rozdíl od analgetik a nesteroidních antiflogistik je tento účinek opožděný, projeví se až po 4–6 týdnech pravidelného užívání. Po vysazení však tento účinek obvykle přetrvává nějakou dobu. Proto je možné po 2–3 měsících užívání udělat další asi 2–3 měsíce přestávku. Látka patří do skupiny tzv. SYSADOA (symptomaticky pomalu působící léky při osteoartróze).
Glukosamin sulfát též zřejmě dokáže zastavit ztrátu kloubní chrupavky, ke které při osteoartróze dochází. Tento účinek byl pozorován zatím pouze při dlouhodobém užívání bez přestávky.

V mnoha přípravcích na trhu se glukosamin kombinuje s jinými látkami, např. chondroitin sulfátem. Takové kombinace nejsou sice škodlivé, avšak neexistuje žádný důkaz jejich vyšší účinnosti. Doporučení odborných společností (EULAR) hovoří pouze o samostatném používání jednotlivých látek.